# Fantasy Life
Fantasy Life é um jogo eletrônico para o videogame portátil Nintendo 3DS. Ambientado num mundo medieval fantástico caricato, o jogo tem um mundo próprio, no qual o jogador escolhe como vai se encaixar, conforme a profissão que ele escolher. São 20 profissões diferentes; e essa escolha afeta diretamente a forma como o jogador jogará o jogo.
Outra característica marcante do jogo é o alto grau de customização. Além de poder escolher entre cor de cabelo, estilo de penteado e todas as demais características faciais, o jogador pode ajustar a altura do personagem e sua massa corporal também.
Sua produtora, a Level-5, optou por um estilo visual semelhante ao de Professor Layton. Ou seja, os personagens não controláveis (NPCs) com quem o jogador se relaciona parecem ingleses da época vitoriana. Mas de uma forma caricata.